# Elezioni comunali nelle Marche del 1994
Le elezioni comunali nelle Marche del 1994 si tennero il 12 giugno (con ballottaggio il 26 giugno) e il 20 novembre (con ballottaggio il 4 dicembre).

## Riepilogo sindaci eletti
Coalizione di centro-sinistra
     Coalizione di sinistra
     Partito Comunista Italiano
     Partito Socialista Italiano
     Democrazia Cristiana
| Provincia     | Comune            | Data                    | Popolazione legale (censimento 1991) | Sindaco uscente | Sindaco uscente              | Sindaco eletto | Sindaco eletto         | Primo turno | Primo turno | Secondo turno | Secondo turno | Seggi   |
| Provincia     | Comune            | Data                    | Popolazione legale (censimento 1991) | Sindaco uscente | Sindaco uscente              | Sindaco eletto | Sindaco eletto         | Voti        | %           | Voti          | %             | Seggi   |
| ------------- | ----------------- | ----------------------- | ------------------------------------ | --------------- | ---------------------------- | -------------- | ---------------------- | ----------- | ----------- | ------------- | ------------- | ------- |
| Ancona        | Jesi              | 12 giugno               | 40 156                               |                 | Ernesto Girolimini (PCI/PDS) |                | Marco Polita (PDS)     | 15 559      | 57,15       | —             | —             | 18 / 30 |
| Ancona        | Senigallia        | 20 novembre, 4 dicembre | 43 391                               |                 | Graziano Mariani (PCI/PDS)   |                | Graziano Mariani (PDS) | 11 969      | 43,19       | 13 083        | 59,37         | 18 / 30 |
| Ascoli Piceno | Porto San Giorgio | 20 novembre, 4 dicembre | 15 853                               |                 | Roberto Mandolesi (PSI)      |                | Antonio Rossi (PPI)    | 4 650       | 43,73       | 5 471         | 53,63         | 12 / 20 |
| Macerata      | Tolentino         | 12, 26 giugno           | 18 346                               |                 | Nicola Mancioli (DC)         |                | Giuseppe Foglia (PDS)  | 4 124       | 32,41       | 5 556         | 53,37         | 12 / 20 |

## Elezioni del giugno 1994

### Ancona

#### Jesi
|                               | Marco Polita ✔️ Sindaco | 15 559               | 57,15 | Partito Democratico della Sinistra          | 7 027  | 29,33 | 10 |  |  |
| Rifondazione Comunista        | Marco Polita ✔️ Sindaco | 15 559               | 57,15 | 3 811                                       | 15,91  | 5     |    |  |  |
| Partito Repubblicano Italiano | Marco Polita ✔️ Sindaco | 15 559               | 57,15 | 1 012                                       | 4,22   | 1     |    |  |  |
| Federazione dei Verdi         | Marco Polita ✔️ Sindaco | 15 559               | 57,15 | 942                                         | 3,93   | 1     |    |  |  |
| Partito Socialista Italiano   | Marco Polita ✔️ Sindaco | 15 559               | 57,15 | 641                                         | 2,68   | 1     |    |  |  |
| Totale liste                  | Marco Polita ✔️ Sindaco | 15 559               | 57,15 | 13 433                                      | 56,06  | 18    |    |  |  |
|                               | Paolo Marcozzi          | 6 150                | 22,59 | Partito Popolare Italiano                   | 3 089  | 12,89 | 3  |  |  |
| Lista Civica Marcozzi         | Paolo Marcozzi          | 6 150                | 22,59 | 2 450                                       | 10,23  | 2     |    |  |  |
| Seggio di coalizione          | Seggio di coalizione    | Seggio di coalizione | 22,59 | 1                                           |        |       |    |  |  |
| Totale liste                  | Paolo Marcozzi          | 6 150                | 22,59 | 5 539                                       | 23,12  | 5     |    |  |  |
|                               | Alfredo Ginesi          | 5 517                | 20,26 | Forza Italia - Centro Cristiano Democratico | 3 524  | 14,71 | 4  |  |  |
| Alleanza Nazionale            | Alfredo Ginesi          | 5 517                | 20,26 | 1 464                                       | 6,11   | 1     |    |  |  |
| Seggio di coalizione          | Seggio di coalizione    | Seggio di coalizione | 20,26 | 1                                           |        |       |    |  |  |
| Totale liste                  | Alfredo Ginesi          | 5 517                | 20,26 | 4 988                                       | 20,82  | 5     |    |  |  |
| Totale                        | Totale                  | 27 226               | 100   |                                             | 23 960 | 100   | 30 |  |  |
|                               |                         |                      |       |                                             |        |       |    |  |  |
| Schede bianche                | Schede bianche          | 804                  | 2,78  |                                             |        |       |    |  |  |
| Schede nulle                  | Schede nulle            | 853                  | 2,95  |                                             |        |       |    |  |  |
| Votanti                       | Votanti                 | 28 883               | 82,73 |                                             |        |       |    |  |  |
| Elettori                      | Elettori                | 34 914               |       |                                             |        |       |    |  |  |
|                               |                         |                      |       |                                             |        |       |    |  |  |
| Fonte: Ministero dell'interno |                         |                      |       |                                             |        |       |    |  |  |

### Macerata

#### Tolentino
| Candidati                     | Candidati                  | II turno             | II turno        | I turno | I turno | Liste                      | Voti   | %     | Seggi |
| Candidati                     | Candidati                  | Voti                 | %               | Voti    | %       | Liste                      | Voti   | %     | Seggi |
| ----------------------------- | -------------------------- | -------------------- | --------------- | ------- | ------- | -------------------------- | ------ | ----- | ----- |
|                               | Giuseppe Foglia ✔️ Sindaco | 5 556                | 53,37           | 4 124   | 32,41   | Progressisti per Tolentino | 3 975  | 33,99 | 12    |
|                               | Franco Casadidio           | 4 854                | 46,63           | 3 235   | 25,42   | Rifondazione Comunista     | 1 534  | 13,12 | 1     |
| Voce alla Città               | Franco Casadidio           | 4 854                | 46,63           | 3 235   | 25,42   | 1 141                      | 9,76   | 1     |       |
| Seggio di coalizione          | Seggio di coalizione       | Seggio di coalizione | 46,63           | 3 235   | 25,42   | 1                          |        |       |       |
| Totale liste                  | Franco Casadidio           | 4 854                | 46,63           | 3 235   | 25,42   | 2 675                      | 22,87  | 2     |       |
|                               | Gianni Fioretti            | Gianni Fioretti      | Gianni Fioretti | 2 723   | 21,40   | Forza Italia               | 1 580  | 13,51 | 1     |
| Alleanza Nazionale            | Gianni Fioretti            | Gianni Fioretti      | Gianni Fioretti | 2 723   | 21,40   | 921                        | 7,88   | –     |       |
| Seggio di coalizione          | Seggio di coalizione       | Seggio di coalizione | Gianni Fioretti | 2 723   | 21,40   | 1                          |        |       |       |
| Totale liste                  | Gianni Fioretti            | Gianni Fioretti      | Gianni Fioretti | 2 723   | 21,40   | 2 501                      | 21,39  | 1     |       |
|                               | Luciano Ruffini            | Luciano Ruffini      | Luciano Ruffini | 2 644   | 20,78   | Insieme Per Tolentino      | 2 543  | 21,75 | 2     |
| Seggio di coalizione          | Seggio di coalizione       | Seggio di coalizione | Luciano Ruffini | 2 644   | 20,78   | 1                          |        |       |       |
| Totale                        | Totale                     | 10 410               | 100             | 12 726  | 100     |                            | 11 694 | 100   | 20    |
|                               |                            |                      |                 |         |         |                            |        |       |       |
| Schede bianche                | Schede bianche             | 370                  | 3,28            | 396     | 2,91    |                            |        |       |       |
| Schede nulle                  | Schede nulle               | 499                  | 4,42            | 490     | 3,60    |                            |        |       |       |
| Votanti                       | Votanti                    | 11 279               | 71,44           | 13 612  | 86,22   |                            |        |       |       |
| Elettori                      | Elettori                   | 15 788               |                 | 15 788  |         |                            |        |       |       |
|                               |                            |                      |                 |         |         |                            |        |       |       |
| Fonte: Ministero dell'interno |                            |                      |                 |         |         |                            |        |       |       |

## Elezioni del novembre 1994

### Ancona

#### Senigallia
| Candidati                               | Candidati                   | II turno             | II turno           | I turno | I turno | Liste                              | Voti   | %     | Seggi |
| Candidati                               | Candidati                   | Voti                 | %                  | Voti    | %       | Liste                              | Voti   | %     | Seggi |
| --------------------------------------- | --------------------------- | -------------------- | ------------------ | ------- | ------- | ---------------------------------- | ------ | ----- | ----- |
|                                         | Graziano Mariani ✔️ Sindaco | 13 083               | 59,37              | 11 969  | 43,19   | Partito Democratico della Sinistra | 7 736  | 31,17 | 13    |
| Partito Popolare Italiano - Patto Segni | Graziano Mariani ✔️ Sindaco | 13 083               | 59,37              | 11 969  | 43,19   | 3 297                              | 13,28  | 5     |       |
| Partito Repubblicano Italiano           | Graziano Mariani ✔️ Sindaco | 13 083               | 59,37              | 11 969  | 43,19   | 286                                | 1,15   | –     |       |
| Totale liste                            | Graziano Mariani ✔️ Sindaco | 13 083               | 59,37              | 11 969  | 43,19   | 11 319                             | 45,61  | 18    |       |
|                                         | Mario Cavallari             | 8 954                | 40,63              | 5 786   | 20,88   | Rifondazione Comunista             | 2 734  | 11,02 | 2     |
| Federazione dei Verdi                   | Mario Cavallari             | 8 954                | 40,63              | 5 786   | 20,88   | 1 058                              | 4,26   | 1     |       |
| Lista Civica                            | Mario Cavallari             | 8 954                | 40,63              | 5 786   | 20,88   | 930                                | 3,75   | –     |       |
| Seggio di coalizione                    | Seggio di coalizione        | Seggio di coalizione | 40,63              | 5 786   | 20,88   | 1                                  |        |       |       |
| Totale liste                            | Mario Cavallari             | 8 954                | 40,63              | 5 786   | 20,88   | 4 722                              | 19,03  | 3     |       |
|                                         | Giuseppe Orciari            | Giuseppe Orciari     | Giuseppe Orciari   | 4 898   | 17,68   | Orciari Sindaco                    | 2 426  | 9,78  | 2     |
| Centro Cristiano Democratico            | Giuseppe Orciari            | Giuseppe Orciari     | Giuseppe Orciari   | 4 898   | 17,68   | 1 466                              | 5,91   | 1     |       |
| Seggio di coalizione                    | Seggio di coalizione        | Seggio di coalizione | Giuseppe Orciari   | 4 898   | 17,68   | 1                                  |        |       |       |
| Totale liste                            | Giuseppe Orciari            | Giuseppe Orciari     | Giuseppe Orciari   | 4 898   | 17,68   | 3 892                              | 15,68  | 3     |       |
|                                         | Libero Mengucci             | Libero Mengucci      | Libero Mengucci    | 2 785   | 10,05   | Forza Italia                       | 2 699  | 10,88 | 1     |
| Seggio di coalizione                    | Seggio di coalizione        | Seggio di coalizione | Libero Mengucci    | 2 785   | 10,05   | 1                                  |        |       |       |
|                                         | Claudio Crivellini          | Claudio Crivellini   | Claudio Crivellini | 2 272   | 8,20    | Alleanza Nazionale                 | 2 186  | 8,81  | 1     |
| Seggio di coalizione                    | Seggio di coalizione        | Seggio di coalizione | Claudio Crivellini | 2 272   | 8,20    | 1                                  |        |       |       |
| Totale                                  | Totale                      | 22 037               | 100                | 27 710  | 100     |                                    | 24 818 | 100   | 30    |
|                                         |                             |                      |                    |         |         |                                    |        |       |       |
| Schede bianche                          | Schede bianche              | 685                  | 2,91               | 674     | 2,31    |                                    |        |       |       |
| Schede nulle                            | Schede nulle                | 806                  | 3,43               | 768     | 2,63    |                                    |        |       |       |
| Votanti                                 | Votanti                     | 23 528               | 64,99              | 29 152  | 80,52   |                                    |        |       |       |
| Elettori                                | Elettori                    | 36 205               |                    | 36 205  |         |                                    |        |       |       |
|                                         |                             |                      |                    |         |         |                                    |        |       |       |
| Fonte: Ministero dell'interno           |                             |                      |                    |         |         |                                    |        |       |       |

### Ascoli Piceno

#### Porto San Giorgio
| Candidati                                                 | Candidati                | II turno             | II turno         | I turno | I turno | Liste                              | Voti  | %     | Seggi |
| Candidati                                                 | Candidati                | Voti                 | %                | Voti    | %       | Liste                              | Voti  | %     | Seggi |
| --------------------------------------------------------- | ------------------------ | -------------------- | ---------------- | ------- | ------- | ---------------------------------- | ----- | ----- | ----- |
|                                                           | Antonio Rossi ✔️ Sindaco | 5 471                | 53,63            | 4 650   | 43,73   | Partito Democratico della Sinistra | 2 067 | 21,56 | 6     |
| Partito Popolare Italiano - Partito Repubblicano Italiano | Antonio Rossi ✔️ Sindaco | 5 471                | 53,63            | 4 650   | 43,73   | 1 010                              | 10,53 | 3     |       |
| San Giorgio Nostra                                        | Antonio Rossi ✔️ Sindaco | 5 471                | 53,63            | 4 650   | 43,73   | 603                                | 6,29  | 2     |       |
| Partito Socialista Italiano                               | Antonio Rossi ✔️ Sindaco | 5 471                | 53,63            | 4 650   | 43,73   | 482                                | 5,03  | 1     |       |
| Totale liste                                              | Antonio Rossi ✔️ Sindaco | 5 471                | 53,63            | 4 650   | 43,73   | 4 162                              | 43,40 | 12    |       |
|                                                           | Alighiero Nuciari        | 4 731                | 46,37            | 3 441   | 32,36   | Forza Porto San Giorgio            | 2 936 | 30,62 | 4     |
| Seggio di coalizione                                      | Seggio di coalizione     | Seggio di coalizione | 46,37            | 3 441   | 32,36   | 1                                  |       |       |       |
|                                                           | Salvatore Linosa         | Salvatore Linosa     | Salvatore Linosa | 1 845   | 17,35   | Alleanza Nazionale (A)             | 1 092 | 11,39 | 1     |
| Forza Italia - Rinascita Italiana                         | Salvatore Linosa         | Salvatore Linosa     | Salvatore Linosa | 1 845   | 17,35   | 691                                | 7,21  | –     |       |
| Seggio di coalizione                                      | Seggio di coalizione     | Seggio di coalizione | Salvatore Linosa | 1 845   | 17,35   | 1                                  |       |       |       |
| Totale liste                                              | Salvatore Linosa         | Salvatore Linosa     | Salvatore Linosa | 1 845   | 17,35   | 1 783                              | 18,59 | 1     |       |
|                                                           | Oreste Silenzi           | Oreste Silenzi       | Oreste Silenzi   | 697     | 6,56    | Rifondazione Comunista             | 708   | 7,38  | –     |
| Totale                                                    | Totale                   | 10 202               | 100              | 10 633  | 100     |                                    | 9 589 | 100   | 20    |
|                                                           |                          |                      |                  |         |         |                                    |       |       |       |
| Schede bianche                                            | Schede bianche           | 134                  | 1,26             | 188     | 1,67    |                                    |       |       |       |
| Schede nulle                                              | Schede nulle             | 270                  | 2,55             | 462     | 4,09    |                                    |       |       |       |
| Votanti                                                   | Votanti                  | 10 606               | 78,77            | 11 283  | 83,80   |                                    |       |       |       |
| Elettori                                                  | Elettori                 | 13 465               |                  | 13 465  |         |                                    |       |       |       |
|                                                           |                          |                      |                  |         |         |                                    |       |       |       |
| Fonte: Ministero dell'interno                             |                          |                      |                  |         |         |                                    |       |       |       |

- La lista contrassegnata con la lettera A è apparentata al secondo turno con il candidato sindaco Alighiero Nuciari.